# Badaun (huyện)
Huyện Badaun là một huyện thuộc bang Uttar Pradesh, Ấn Độ. Thủ phủ huyện Badaun đóng ở Badaun. Huyện Badaun có diện tích 5168 ki lô mét vuông. Đến thời điểm năm 2001, huyện Badaun có dân số 3069245 người.